# Стипендиальная программа имени Кастуся Калиновского
Стипендиальная программа правительства Республики Польша имени Кастуся Калиновского под патронажем премьер-министра Польши (пол. Program Stypendialny Rządu Rzeczypospolitej Polskiej im. Konstantego Kalinowskiego pod Patronatem Prezesa Rady Ministrów RP, бел. Стыпендыяльная праграма Ураду Рэспублікі Польшча імя Кастуся Каліноўскага пад патранатам Старшыні Рады Міністраў РП) — польская государственная программа помощи белорусской молодёжи, созданная в 2006 году.
Программа изначально предназначалась для студентов, отчисленных с белорусских вузов по политическим причинам. Со временем на программу также начали принимать белорусов, которые не могут продолжать своё образование в Беларуси из-за своих политических взглядов, а также участвовавших в защите демократии и прав человека в Беларуси.
Является крупнейшей в Европе программой такого рода. Координируется посредством Бюро при Центре Восточноевропейских исследований при Варшавском университете. Директором и главным координатором программы Является директор Центра Восточноевропейских исследований, историк Ян Малицкий.

## Критика
Нередко студенты, которые учатся в Польше по программе имени Кастуся Калиновского, жалуются на задержки стипендий на месяц, а то и два, что соответственно влечёт и проблемы с оплатой общежития.